# Halmatettix sordidus
Halmatettix sordidus är en insektsart som beskrevs av Grant Jr., H.J. 1955. Halmatettix sordidus ingår i släktet Halmatettix och familjen torngräshoppor. Inga underarter finns listade i Catalogue of Life.